# Helmuth Duckadam
Helmuth Duckadam (ur. 1 kwietnia 1959 w Semlac, zm. 2 grudnia 2024) – rumuński piłkarz pochodzenia niemieckiego, występujący na pozycji bramkarza. 

## Życiorys
Od 1982 do 1986 roku był zawodnikiem Steauy Bukareszt, z którą dwukrotnie zdobył mistrzostwo kraju. Ponadto triumfował z nią w Pucharze Europy 1986; w meczu finałowym z Barceloną w konkursie rzutów karnych obronił wszystkie strzały, co do dziś jest rekordem w europejskich rozgrywkach. Niedługo po tym zwycięstwie w jego krwi odkryto wirusa, który spowodował, że Duckadam musiał przedwcześnie zakończyć piłkarską karierę. W 1989 powrócił do uprawiania sportu, ale występował na obrzeżach wielkiego futbolu.
Od 11 sierpnia 2010 r. pełnił funkcję honorowego prezesa Steauy Bukareszt.

## Sukcesy piłkarskie
- mistrzostwo Rumunii 1985 i 1986, Puchar Rumunii 1985, Puchar Mistrzów 1986 ze Steauą Bukareszt
- piłkarz roku 1986 w Rumunii
- w I lidze rumuńskiej rozegrał 133 mecze